# Psychomyia hutapadangensis
Psychomyia hutapadangensis är en nattsländeart som beskrevs av Malicky 1993. Psychomyia hutapadangensis ingår i släktet Psychomyia och familjen tunnelnattsländor. Inga underarter finns listade i Catalogue of Life.